# Laspeyria emarginata
Laspeyria emarginata är en fjärilsart som beskrevs av Hüfnagel 1767. Laspeyria emarginata ingår i släktet Laspeyria och familjen nattflyn. Inga underarter finns listade i Catalogue of Life.